# Mick Fleetwood
Michael John Kells "Mick" Fleetwood (Redruth, 24 de junho de 1947) é um músico britânico, co-fundador e baterista da banda de rock e blues Fleetwood Mac. Seu sobrenome, combinado com o do baixista John McVie, foi a inspiração para o nome da banda inicialmente liderada pelo guitarrista Peter Green. Ele foi introduzido no Rock and Roll Hall of Fame em 1998 por seu trabalho com o Fleetwood Mac.
Além de ser o baterista, Fleetwood também ajudou a dar forma às diferentes encarnações de sua banda  e é o único membro a continuar com o Mac desde sua fundação, através das inúmeras mudanças de seus integrantes. Em 1974 ele conheceu e convidou Stevie Nicks e Lindsey Buckingham para se juntarem à banda, iniciando a formação que alcançaria o maior sucesso comercial e de crítica de sua existência. Sua determinação em manter o grupo sempre junto foi fundamental para assegurar a longevidade do Fleetwood Mac.

## Carreira
Mick deixou a escola aos 15 anos e aos 16 mudou-se para Londres para ser baterista profissional.  Seu primeiro concerto foi com a banda do tecladista Peter Bardens, The Chaines, futuro integrante da banda de rock progressivo Camel. Esta banda depois adotou o nome de Shotgun Express, que tinha também Peter Green na guitarra e Rod Stewart como um dos cantores, e tocava em clubes londrinos.  Depois, Fleetwood tocou com o John Mayall & the Bluesbreakers, até sair dela  com Green e o baixista John Mc Vie - ambos também dos Bluesbreakers - para formar o Fleetwood Mac, em 1967. Desde então, cerca de 20 álbuns de estúdio foram gravados pela banda, com suas diferentes formações, todos com a participação de Fleetwood.
Através dos anos, ele também atuou em pequenos papéis de ator em algumas produções norte-americanas de cinema e televisão, como o filme O Sobrevivente, estrelado por Arnold Schwarzenegger e num episódio da série de televisão Star Trek: The Next Generation.

## Vida pessoal
Em 1970 ele se casou com Jenny Boyd, a irmã mais nova de Pattie Boyd - modelo britânica e ex-mulher de George Harrison e Eric Clapton - divorciou-se dela, casou-se novamente e mais uma vez divorciou-se. Teve duas filhas - Amy e Lucy - deste casamento. Com sua terceira esposa, Lynn, teve mais duas filhas gêmeas - Ruby e Tessa - nascidas em 2002.
Em 1990 Fleetwood escreveu um livro de memórias, Fleetwood – My Life and Adventures with Fleetwood Mac. Incluídas no livro estão histórias e experiências com outros músicos como Eric Clapton, membros do Led Zeppelin e dos Rolling Stones, além de seu caso de amor com a cantora do Mac, Stevie Nicks. Nele, o autor também discute seu vício de cocaína e sua falência pessoal apesar de ter ganho milhões com a banda.
Em 1979 foi diagnosticado como tendo diabetes, depois de sofrer ataques recorrentes de hipoglicemia durante vários shows ao vivo. Irmão de uma atriz já falecida, Fleetwood vive nos Estados Unidos desde os anos 70 e tornou-se cidadão norte-americano em novembro de 2006.